# 秦梨城
秦梨城（はだなしじょう）は、愛知県岡崎市秦梨町にあった中世の日本の城（山城）。

## 記録
『額田町史』によれば、城主は三河守護足利氏被官粟生師廣とされている。
戦国時代には城主粟尾永信（将監）が駿河国の今川義元に属していたが弘治2年（1556年）に織田方に属した奥平氏 等に攻められたものの、奥平市兵衛・松平彦左衛門らを含む首5つを奪い同年5月24日（旧暦）に撃退したとされる。